# Trijodtironin
Trijodtironin (skraćano T3) je hormon kojeg luči štitna žlijezda, a sudjeluje u regulacije gotov svih fizioloških procesa u čovjeku uključujući rast i razvoj, metabolizam, reguliranje tjelesne temperature i frekvencije otkucaja rada srca.
Proizvodnju trijodtironina i njegova prohormona tiroksina (T4) regulira lučenje tiretropina (TSH). Otprilike u štitnjači nastaje 20% T3 i 80% T4. U krvotoku nalazimo oko 20% T3 hormona i 80% T4, vezane uz TBG, transtiretin i serumske albumine. U ciljanim tkivima oko 85% T3 nastaje dejodinacijom T4 hormona. U tkivu učinak T3 je otprilike četiri puta jače izražen od učinka T4.  